# Будуване
Будуването или будното състояние е състоянието на дейността на соматична нервна система, което е обратното на съня, който е отдих на тази система.
Състоянието като сън, може да разгледа обективно отчитане на биоелектрична активност на мозъка. Будуването се характеризира с електроенцефалография на алфа и бета вълни.